# Creurgops
A Creurgops a madarak osztályának verébalakúak (Passeriformes) rendjébe és a tangarafélék (Thraupidae) családjába tartozó nem.

## Rendszerezésük
A nemet Philip Lutley Sclater angol ügyvéd és zoológus írta le 1858-ban, az alábbi 2 faj tartozik ide:
- Creurgops verticalis
- Creurgops dentatus

## Előfordulásuk
Dél-Amerika nyugati részén, az Andok területén honosak. Természetes élőhelyeik a szubtrópusi és trópusi hegyi esőerdők. Állandó, nem vonuló fajok.

## Megjelenésük
Testhosszuk 14-15 centiméter körüli.